# The Day After Tomorrow
The Day After Tomorrow (titulada: El día después de mañana en Hispanoamérica y El día de mañana en España) es una película estadounidense de ciencia ficción y catástrofes de 2004, dirigida por Roland Emmerich y protagonizada por Dennis Quaid, Jake Gyllenhaal, Ian Holm, Emmy Rossum y Sela Ward. Está basada en el libro The Coming Global Superstorm de Art Bell y Whitley Strieber y relata los efectos climáticos catastróficos tras la interrupción de la corriente del Océano Atlántico Norte en una serie de eventos climáticos extremos que marcan el comienzo del enfriamiento global y conducen a una nueva era de hielo.
Originalmente programado para estrenarse en el verano de 2003, The Day After Tomorrow se estrenó en la Ciudad de México el 17 de mayo de 2004, en España el 28 de mayo de 2004 y en los Estados Unidos el 28 de mayo de 2004. La película se convirtió en la sexta película más taquillera de 2004, volviéndose así un gran éxito comercial. Filmada en Toronto y Montreal, es la película de Hollywood más taquillera realizada en Canadá (ajustada por inflación). Recibió críticas mixtas tras su lanzamiento, y los críticos elogiaron mucho los efectos especiales de la película, pero criticaron su escritura y numerosas inexactitudes científicas. Los efectos especiales de esta película ganaron un Premio Bafta.

## Argumento
El paleoclimatólogo Jack Hall es un hombre que se encuentra en una expedición en la plataforma de hielo Larsen (Antártida) junto a Frank Harris y Jason Evans. En ella perfora hielo para obtener testigos de hielo para entregarlas a la Administración Nacional Oceánica y Atmosférica estadounidense. Días después, en una conferencia de la ONU en Nueva Delhi, Jack presenta sus conclusiones respecto a esa muestras: un calentamiento global llevó en el pasado a la Edad de Hielo, que el calentamiento global está avanzando y que si no se corrige, ocurrirá otra vez. Entre los asistentes, el vicepresidente estadounidense Raymond Becker no está de acuerdo con ellas, pero el profesor Terry Rapson si.
Días después, en un centro de investigación en Escocia, se detecta que varias boyas en el Atlántico Norte muestran paulatinamente una caída masiva en la temperatura del océano, lo cual lleva a su jefe Rapson a la conclusión de que la fusión del hielo polar está interrumpiendo la corriente de esa zona del océano. Entretanto, en Tokio cae granizo gigante de hielo causando destrucción y muerte. Rapson contacta por ello con Jack, a quien le comunica que su modelo paleometeorológico es cierto y que la Edad de Hielo empieza otra vez. Mientras Jack procesa los datos enviados, varios tornados destruyen la ciudad de Los Ángeles. En el Departamento de Climatología de Estados Unidos, Jack muestra luego una interconexión entre todas las anomalías. Por ello es autorizado para usar la computadora central de la institución para construir un modelo de previsión.
Mientras la situación climática se muestra cada vez más compleja, el presidente de Estados Unidos Blake ordena suspender el tráfico aéreo. Jack llama a Sam, su hijo, quien se encuentra en Nueva York en una actividad académica y le ordena que vuelva, pero este solo puede hacerlo en un tren al día siguiente. En la Estación Espacial Internacional (EEI), tres astronautas ven un enorme sistema de tormentas que atraviesa el hemisferio Norte, que forma tres tormentas con forma de superhuracán. Jack y su equipo descubren que esas tormentas en forma de ciclón tropical generarán caídas extremas de la temperatura que congelarán todo inmediatamente, y que durarán entre 6 y 8 semanas. Jack advierte al Gobierno de la crítica situación, pero el vicepresidente desestima su trabajo.
El tiempo se vuelve cada vez más violento, con vientos y lluvias intensas, haciendo que las calles de Manhattan se inunden hasta las rodillas. Genera a que se cancelen los trenes desde Nueva York. Sam y sus amigos buscan entonces refugio en la Biblioteca Pública de Nueva York, cuando llega una ola gigantesca a la ciudad, hecho durante el cual su amiga y gran amor Laura Chapman sufre una lesión en la pierna. Se hospedan también con ellos otras personas.
Al mismo tiempo, Jack y su equipo descubren que la tormenta será peor de lo anticipado y que será mortífera para el hemisferio Norte del planeta. Una vez finalizada en 10 días, comenzaría entonces una  nueva glaciación. Jack advierte luego a Sam, cuando le llama, le instruye quedarse en la biblioteca y a esperar a que pase la tormenta manteniéndose caliente al respecto. Además le promete ir a buscarlo.
Antes de ir a buscar a Sam, Jack convence a las autoridades de evacuar los estados del Sur (idealmente enviando la población fuera del país), mientras que quienes estén al Norte deben permanecer en casa como única manera de poder sobrevivir la tormenta mortal. La orden dada por el presidente Blake causa que México decida cerrar la frontera por exceso de inmigración. En su desesperación, muchos estadounidenses deciden entonces inmigrar de forma ilegal hacia México. Finalmente, dicho país acepta recibir a los inmigrantes a cambio de la cancelación de Estados Unidos de la deuda externa latinoamericana. Más tarde la caravana del presidente Blake (que sale demasiado tarde), es atrapada por la tormenta y todos mueren a causa de ello.
En la Biblioteca de Nueva York, el pequeño grupo que permanece junto a Sam, sobrevive quemando libros y comiendo de una máquina expendedora. En un momento, Laura comienza a encontrarse mal de salud, pero dice solo estar preocupada por lo que ocurre. Sam la tranquiliza y le confiesa sus sentimientos por ella, pero poco tiempo después, Laura sufre septicemia a causa de la infección de la herida en la pierna. Entonces Sam y dos amigos suyos van a buscar penicilina en un carguero ruso que quedó varado en el interior de la ciudad de Nueva York tras la inundación. Durante el periplo, son atacados por lobos que habían escapado del Zoológico de Central Park, pero consiguen contenerlos y volver a la biblioteca con la penicilina.

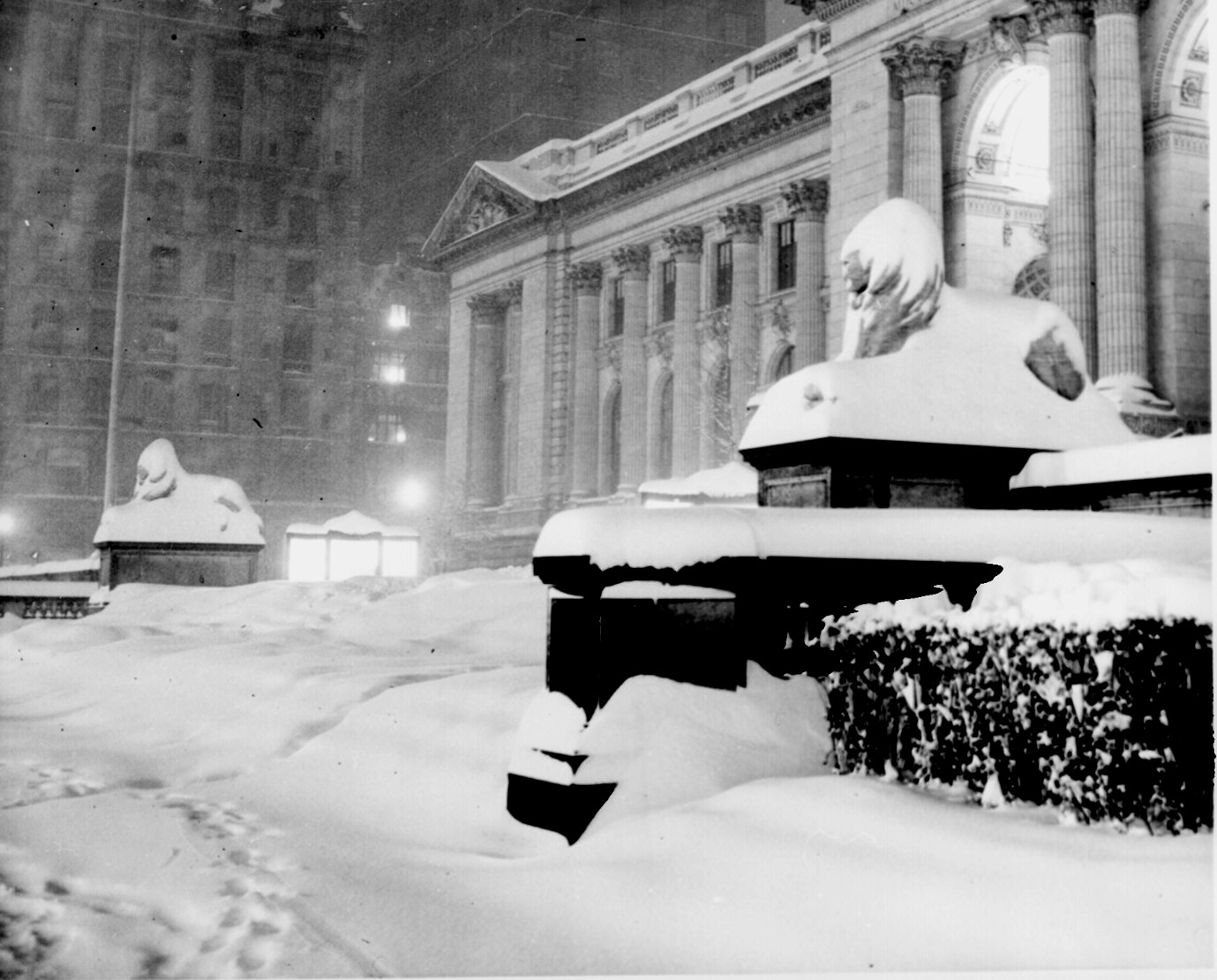
Fachada de la Biblioteca Pública de Nueva York, donde se refugian los protagonistas.

Simultáneamente, Jack y su equipo van hacia Manhattan para encontrar a Sam. Por el camino su camioneta choca, por lo que continúan a pie. Más tarde (sin darse cuenta) caminan por el techo de cristal de un centro comercial cubierto de nieve. El cristal cede y Frank quien es el último en la fila, cae al interior de la galería. Luego, para evitar que Jason y Jack mueran, cuando el vidrio comienza también a rajarse bajo ellos, Frank se sacrifica cortando la cuerda. Al día siguiente, ambos se refugian en un restaurante abandonado, cuando se acerca el ojo de la tormenta, por lo que logran sobrevivir. Al reanudar su viaje llegan allí y descubren la biblioteca bajo la nieve. Entran de todos modos y encuentran al grupo de Sam estando todos vivos.
Jack se comunica con el gobierno por radio, y el ahora primer mandatario Becker envía helicópteros para rescatarlos. Además desde México, D. F., Becker empieza a dar su primer discurso a la nación. Agradece la acogida de los países del denominado tercer mundo y reconoce su error y el de muchos respecto al cambio climático y los efectos de la sobreexplotación de los recursos naturales. Como resultado de la tormenta, la mayor parte del hemisferio Norte está cubierta de hielo y nieve y la atmósfera está más despejada que nunca.

## Elenco
| Personajes                               | Actores                 | Doblaje en Hispanoamérica | Doblaje en España     |
| ---------------------------------------- | ----------------------- | ------------------------- | --------------------- |
| Jack Hall                                | Dennis Quaid            | Carlos Becerril           | Jordi Brau            |
| Sam Hall                                 | Jake Gyllenhaal         | Luis Daniel Ramírez       | Jonatán López         |
| Laura Chapman                            | Emmy Rossum             | Leyla Rangel              | Isabel Valls          |
| Dra. Lucy Hall                           | Sela Ward               | Yolanda Vidal             | Rosa María Hernández  |
| Brian Parks                              | Arjay Smith             | Enzo Fortuny              | Jordi Pons            |
| J.D.                                     | Austin Nichols          | Javier Rivero             | Pablo Sevilla         |
| Jason Evans                              | Dash Mihok              | Andrés Gutiérrez Coto     | José Luis Mediavilla  |
| Frank Harris                             | Jay O. Sanders          | José Luis Orozco          | Jordi Royo            |
| Janet Tokada                             | Tamlyn Tomita           | Maru Guerrero             | Alba Sola             |
| Vicepresidente/Presidente Raymond Becker | Kenneth Welsh           | Federico Romano           | Camilo García         |
| Profesor Terry Rapson                    | Ian Holm                | Esteban Siller            | Joaquín Díaz          |
| Presidente Blake                         | Perry King              | Mario Arvizu              | Salvador Vives        |
| Tom Gómez                                | Nestor Serrano          | Carlos Segundo            | Juan Carlos Gustems   |
| Simon                                    | Adrian Lester           | Ricardo Mendoza           | Manuel García Guevara |
| Dennis                                   | Richard McMillan        | Ismael Castro             | Antonio Lara          |
| Luther                                   | Glenn Plummer           | Humberto Vélez            | Juan Fernández (BCN)  |
| Elsa                                     | Amy Sloan               | María Fernanda Morales    | Elisa Beuter          |
| Jeremy                                   | Tom Rooney              | Pedro D'Aguillón Jr.      | Gonzalo Abril         |
| Judith, la bibliotecaria                 | Sheila McCarthy         | Rocío Prado               | Alicia Laorden        |
| General Pierce                           | Chuck Shamata           | Jorge Santos              | Miguel Ángel Jenner   |
| Secretaria de defensa                    | Mimi Kuzyk              | Ruth Toscano              | Teresa Manresa        |
| Tommy Levinson                           | Tim Bagley              | Humberto Solórzano        | Ricky Coello          |
| Ejecutivo en autobús                     | Rick Hoffman            | Humberto Solórzano        |                       |
| Jeanette                                 | Anne Day-Jones          | Ishtar Sáenz              |                       |
| Peter                                    | Luke Letourncau         | Andonni Sánchez           | Graciela Molina       |
| Enfermera de la Dra. Lucy Hall           | Karen Glave             | Laura Ayala               | Joël Mulachis         |
| Corresponsal Bart                        | William Francis McGuire | Herman López              | Rafael Calvo          |
| Corresponsal Lisa                        | Lisa Canning            | Maggie Vera               | Lola Oria             |
| Harold, el Portero                       | Pierre Lenoir           | Carlos del Campo          | Jordi Campillo        |
| Delegado de Arabia Saudita               | Nassim Sharara          | Carlos del Campo          |                       |
| Jama                                     | Ayana O'Shun            |                           | Eva Lluch             |
| Policía en biblioteca                    | Phillip Jarrett         | Roberto Mendiola          | Alfonso Vallés        |
| Guardia del museo                        | Joey Elias              | Salvador Delgado          |                       |
| Booker                                   | Vlasta Vrana            | Sergio Barrios            | José Luis Mediavilla  |
| Parker                                   | Sasha Roiz              | Urike Aragón              | José Javier Serrano   |
| Jeff Baffin                              | Jack Laufer             | Sergio Castillo           | Vicente Gil           |
| Aaron                                    | Christian Tesier        |                           |                       |
| Víctor                                   | Don Kirk                |                           |                       |
| César                                    | Terry Simpson           | Ulises Maynardo Zavala    |                       |
| Profesor de decatlón                     | Rachelle Glait          | Paco Mauri                |                       |
| Delegado de Venezuela                    | Carl Alacchi            | Carlos del Campo          |                       |
| Traductor saudí                          | Michael A. Samah        | Javier Rivero             |                       |
| Taxista neoyorquino                      | Tony Calabretta         | Alejandro Illescas        | Manuel OSto           |
| Camionero neoyorquino                    | Gorgon Master           |                           |                       |

## Producción
Al principio Roland Emmerich quería escribir el guion en solitario. Sin embargo, a causa de su falta de conocimiento sobre el tema del cambio climático, él finalmente recurrió a la ayuda de Jeffrey Nachmanoff para escribirlo. Durante la selección de actores se eligió a Kenneth Welsh para dar vida al vicepresidente de los Estados Unidos en parte por su parecido a Dick Cheney. Finalmente, una vez empezado el rodaje de la película, se reescribieron 50 páginas del guion para darle más tensión a la amenaza medioambiental sobre Nueva York.

## Recepción
La producción cinematográfica de Emmerich obtuvo un enorme éxito en la taquilla. Le encantó al público y el encanto llegó hasta tal punto de que los periodistas preguntaron al portavoz de la Casa Blanca del Gabinete Bush sobre lo que opinaba de ella. Evadieron una contestación a la pregunta con el argumento de que no se dedican a hacer críticas de películas.

## Crítica y polémica
Roland Emmerich no niega que Kenneth Welsh está inspirado en Dick Cheney y que la película critica la política medioambiental de George W. Bush. 
Respondiendo a quienes le acusaron de insensible por incluir escenas de una Nueva York devastada tan solo 3 años después del 11-S, Emmerich dijo que la película enseña la unidad y valor de la gente enfrentándose al desastre.
Algunos científicos han criticado el film por no ser creíble en muchos aspectos. El paleoclimatólogo y profesor de ciencia terrestre y planetaria en la Universidad de Harvard, Daniel P. Schrag, dijo: "Por un lado, me alegra que haya una película de gran presupuesto sobre algo tan crítico como el cambio climático. Por otro lado, me preocupa que la gente verá estos efectos exagerados y pensará que todo es una broma... De hecho, estamos experimentando con la Tierra de una manera que no se ha hecho en millones de años. Pero no ver otra edad de hielo, al menos no así ". J. Marshall Shepherd, un meteorólogo investigador del Centro de Vuelo Espacial Goddard de la NASA, expresó un sentimiento similar:"Me alegra que haya una película que aborda problemas climáticos reales. Pero en cuanto a la ciencia de la película, le daría una D menos o una F. Y me preocuparía si la película se hizo para promover una agenda política".  Según el climatólogo de la Universidad de Victoria, Andrew Weaver , "Es El Coloso en Llamas de las películas de ciencia climática, pero no me quita el sueño una nueva edad de hielo, porque es imposible".
Patrick J. Michaels, un negacionista del cambio climático financiado en gran parte por el petróleo y ex profesor de investigación de ciencias ambientales en la Universidad de Virginia que rechaza el consenso científico sobre el calentamiento global, calificó la película de "propaganda" en un periódico USA Today: "Como científico, me enfado cuando se usan mentiras disfrazadas de 'ciencia' para influir en el discurso político". El instructor universitario y agente especial sénior retirado de la Oficina del Inspector General de la NASA, Joseph Gutheinz, llamó al día después de mañana "un emocionante viaje, en el que muchas personas débiles se suben y se quedan por el resto de sus vidas" en un artículo de Space Daily.
Cuando se le preguntó en Usenet al paleoclimatólogo William Hyde de la Universidad de Duke si vería la película, respondió que no a menos que alguien le ofreciera 100 dólares. Los suscriptores del grupo de noticias aceptaron el desafío y a pesar de las protestas de Hyde, recaudaron los $ 100. La reseña de Hyde en Google Groups criticó la descripción de la película del clima que se detuvo en las fronteras nacionales; fue "para la ciencia del clima como Frankenstein para la cirugía de trasplante de corazón".
Stefan Rahmstorf del Instituto de Potsdam para la Investigación del Impacto Climático, experto en circulación termohalina y su efecto sobre el clima, dijo después de una charla con el guionista Jeffrey Nachmanoff en la vista previa de la película en Berlín:

Claramente, esta es una película de desastres y no un documental científico, [y] los realizadores se han tomado muchas licencias artísticas. Pero la película presenta una oportunidad para explicar que algunos de los antecedentes básicos son correctos: de hecho, los humanos están cambiando cada vez más el clima y este es un experimento bastante peligroso, que incluye cierto riesgo de cambios abruptos e imprevistos ... Afortunadamente, es extremadamente improbable que verá cambios importantes en la circulación oceánica en las próximas dos décadas (me sorprendería tanto como Jack Hall si ocurrieran); al menos la mayoría de los científicos piensan que esto solo se convertirá en un riesgo más serio hacia finales de siglo. Y las consecuencias ciertamente no serían tan dramáticas como la 'súper tormenta' descrita en la película. Sin embargo, un cambio importante en la circulación oceánica es un riesgo con consecuencias graves y en parte impredecibles, que debemos evitar. E incluso sin eventos como los cambios en la circulación oceánica, el cambio climático es lo suficientemente grave como para exigir una acción decisiva.

El activista ambiental y columnista de The Guardian, George Monbiot, dijo que El día de mañana es "una gran película y una ciencia pésima".